# M3 (Azerbeidzjan)
De M3 is een snelweg en hoofdweg in Azerbeidzjan die een verbinding vormt tussen Ələt en de grens met Iran bij Astara. De weg is 243 km lang.
M1 ·
M2 ·
M3 ·
M4 ·
M5 ·
M6 ·
M7 ·
M8